# Shorea macrophylla
Shorea macrophylla är en tvåhjärtbladig växtart som först beskrevs av De Vriese, och fick sitt nu gällande namn av Peter Shaw Ashton. Shorea macrophylla ingår i släktet Shorea och familjen Dipterocarpaceae. Inga underarter finns listade i Catalogue of Life.

## Bildgalleri

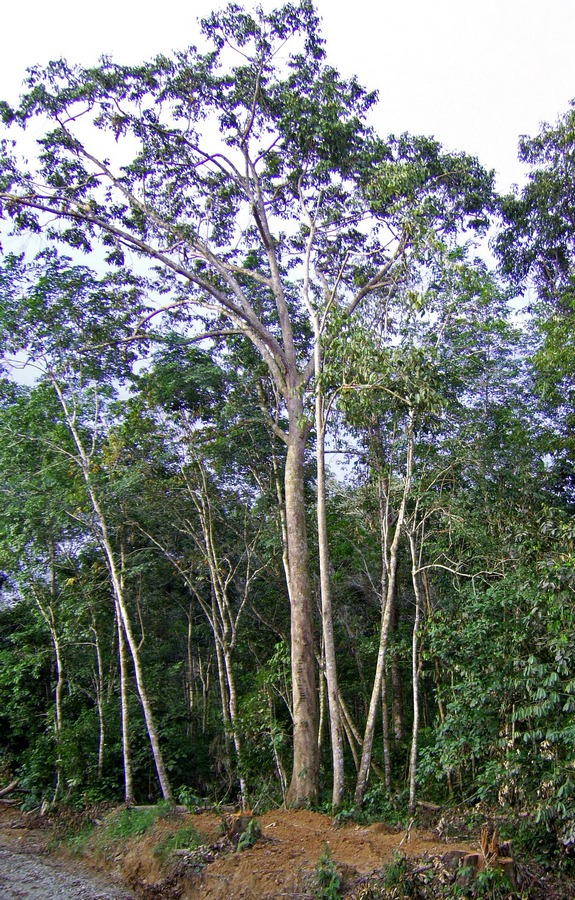